# 파리 메트로
파리 메트로 혹은 파리 지하철(프랑스어: Métro de Paris)은 프랑스 파리시 시내 및 교외 일부에 노선망을 가진 도시 철도 시스템을 가리킨다.

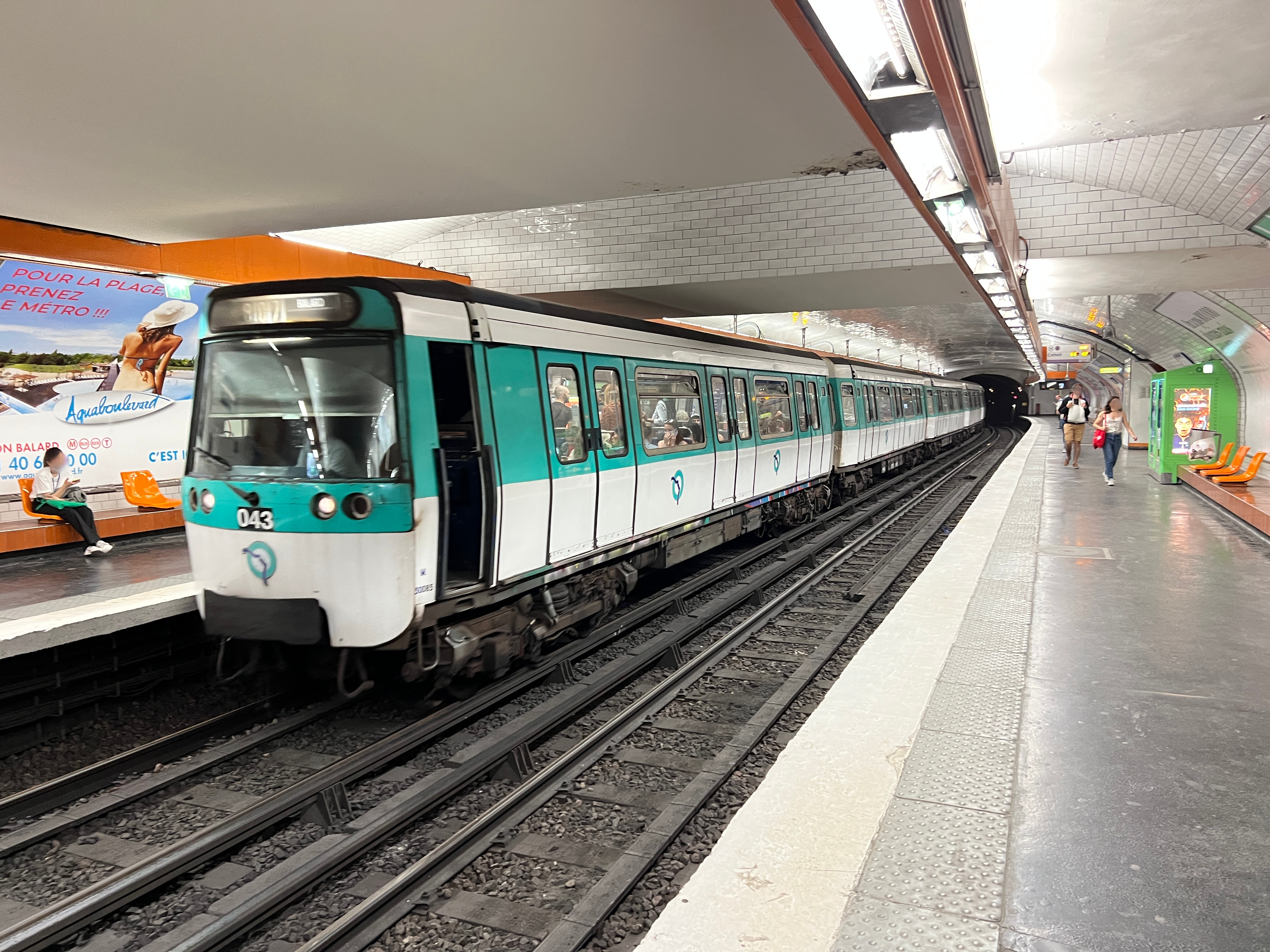

## 개요

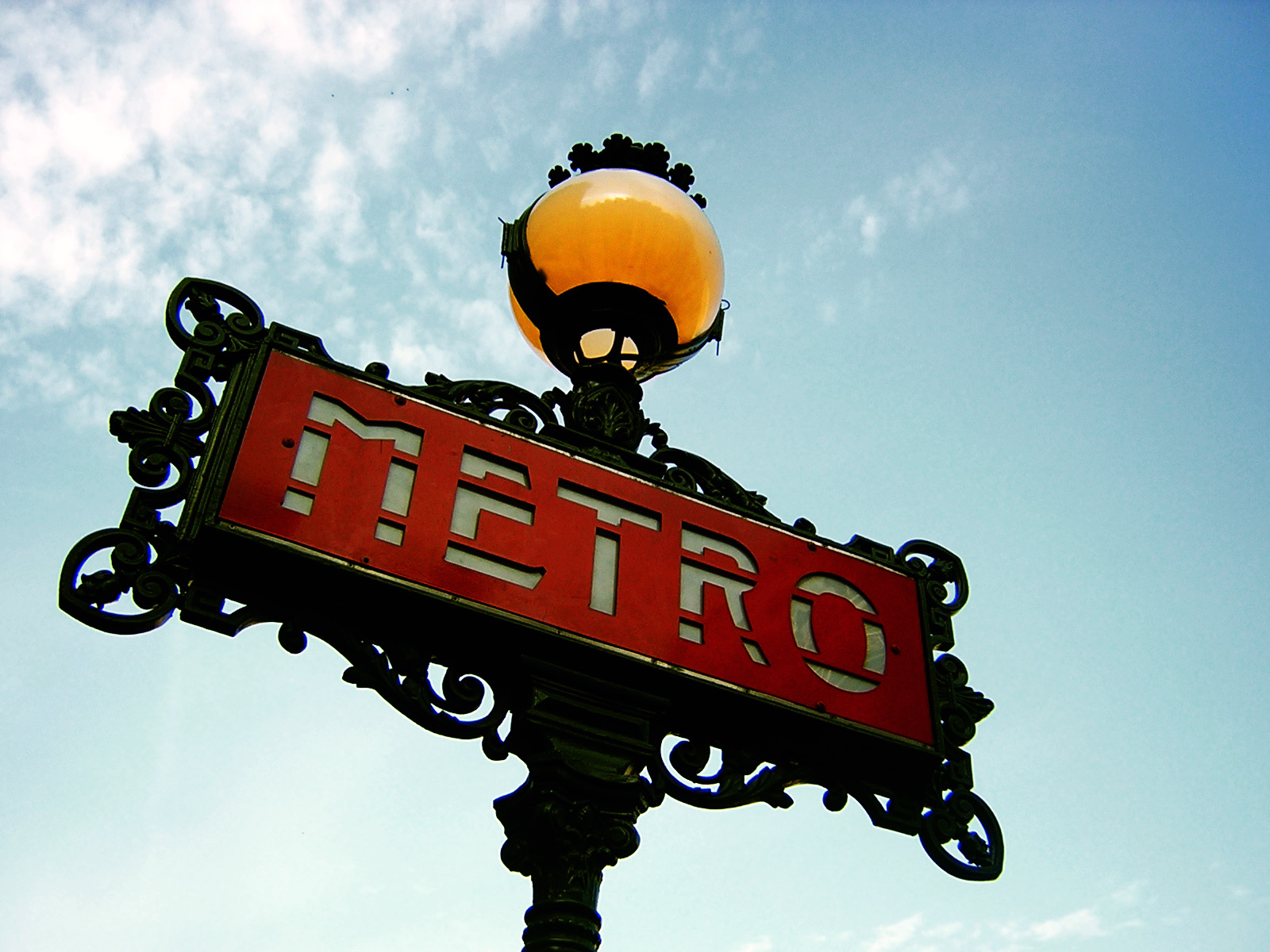
파리 지하철의 표식

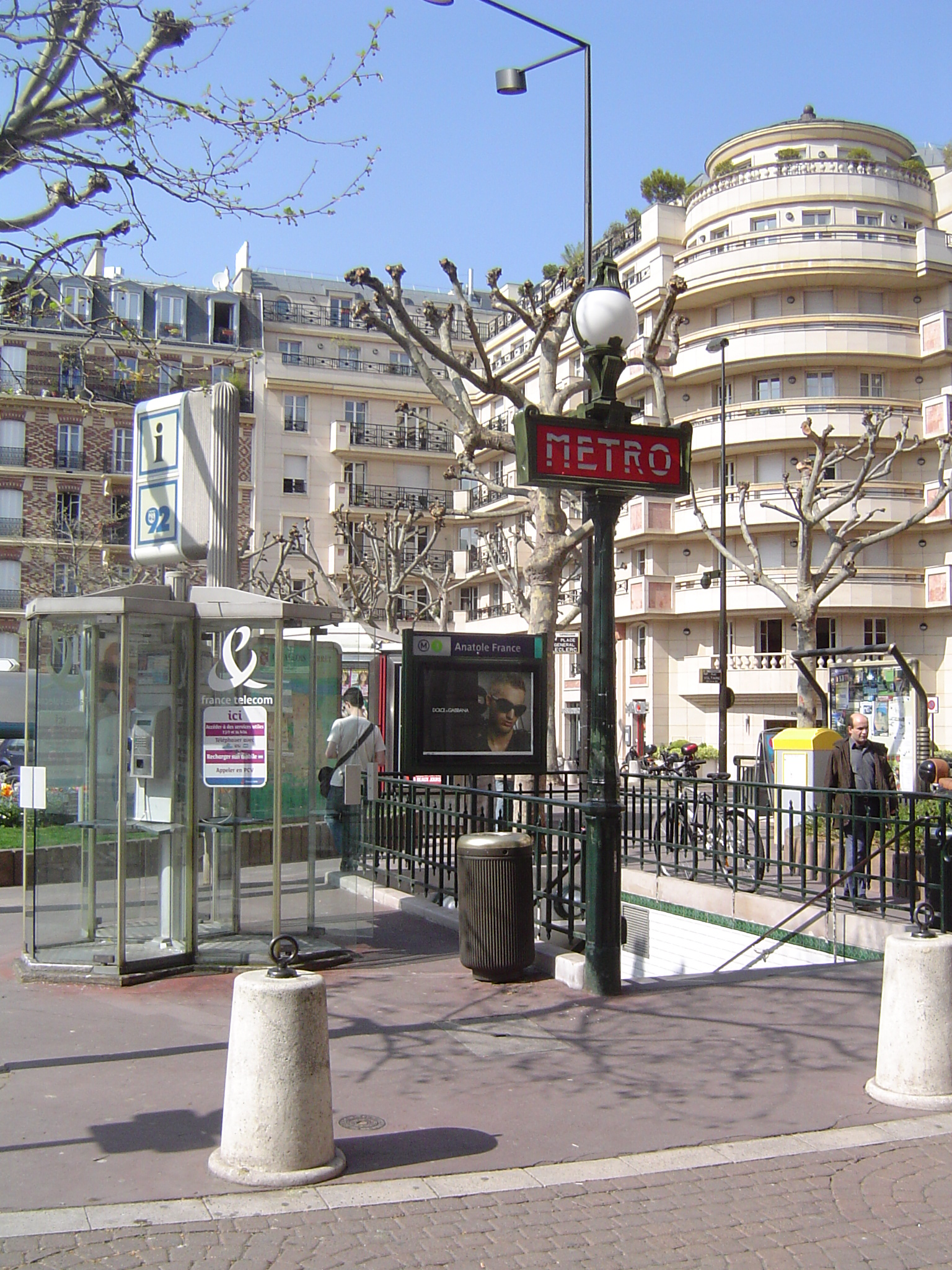
파리 메트로 3호선의 역 입구

파리 메트로는 1호선부터 14호선 및 2개의 독립된 지선(3bis호선, 7bis호선)의 도합 16개 노선으로 이루어져 있으며 RATP(파리 교통공단, Régie Autonome des Transports Parisiens)에 의해 운영되고 있다. 교외로의 교통을 주목적으로 한 RER과는 달리 시내의 교통을 주된 목적으로 하여 역간 거리가 매우 짧으며 노선이 거의 파리 시내에서 완결되는 특징을 가지고 있었으나 현재는 대부분의 노선이 교외로 연장되어 실제로 파리 시내에서 완결되는 노선은 6개(2, 4, 6, 14, 3bis, 7bis) 뿐이다.
처음 개통한 날은 파리 만국박람회가 있던 1900년으로, 현재의 1호선의 Porte Maillot∼Porte de Vincennes 구간과 2호선의 Porte Dauphine∼Étoile(현, Charles de Gaulle-Étoile) 구간이 개통되었다.
그로부터 약 30여 년 동안 노선망이 확장되어, 1937년에 (구)14호선이 개통된 것을 끝으로 도합 14개의 노선이 성립되었다. 이후 노선의 연장, 노선의 분할/합병을 거쳐 1976년에 15개 노선으로 정착되었으며 1998년에 14호선이 개통되어 현재의 16개 노선으로 구성되는 노선망이 확립되었다.

## 연혁

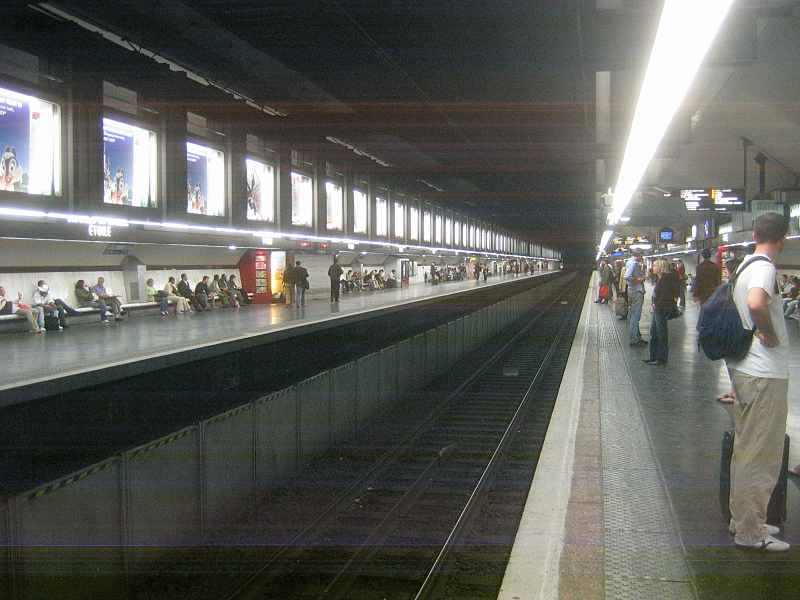
2006년 3월 촬영된 파리 메트로 역 내부

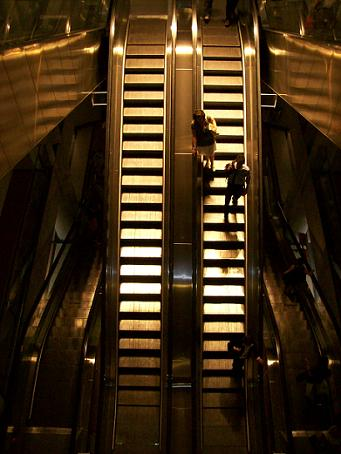
파리 메트로의 에스컬레이터들

### CMP와 Nord-Sud
파리 메트로는 최초에 2개의 회사에 의해 운영되고 있었다. 현재의 1∼11호선을 운영하는 CMP(Compagnie du chemin de fer métropolitain de Paris→파리 도시철도 회사)와 현재의 12, 13호선을 운영하는 Nord-Sud(Socièté du chemin de fer électrique souterrain Nord-Sud de Paris→파리북남지하전기철도회사)가 그들로, Nord-Sud 시절에는 12호선은 A선, 13호선(현재의 13호선의 Saint-Lazare이북)은 B선, 그리고 (구)14호선(현재의 13호선의 Montparnasse-Bienvenüe이남)이 C선이라 불렸다.
Nord-Sud의 역 등은 CMP의 그것과는 디자인이 다소 달랐으며, 전기공급 방식도 제3레일을 쓰는 CMP와는 달리 가공전차선 방식을 쓰고 있었다. Nord-Sud는 1920년대에 C선을 착공하나 그 공사에 과도한 자금을 소모하여 결국 1930년에 경쟁사인 CMP에 흡수합병되기에 이르고, 급전방식도 CMP와 공통화되었다. 공사중이던 C선은 CMP에 의해 개통되었다.
이후 1949년에 CMP는 노면전차/버스 회사인 STCRP(Société des transports en commun de la région parisienne→파리 코뮌 교통 회사)와 합병, 공영화되면서 현재의 RATP가 성립되었다.

### 세계대전의 영향
1차 세계대전중에는 영업 규모의 축소와 함께, 전쟁 상대국인 독일 제국과 관련된 몇 개의 역명이 개칭되었다. 그로 인해 Berlin은 Liège로, Rue d'Allemagne는 Jaurès로 바뀌었다. 그래도 영업을 정지한 역이나 노선은 없었다.
그러나 2차 세계대전 때에는 대폭적인 영업축소가 이루어졌다. 나치 독일의 선전포고를 받기 이틀 전인 1939년 9월 2일에 다수의 역이 영업을 정지하였고, 그 중에서 Saint Martin, Champ de Mars, Croix Rouge, Arsenale의 4개역은 그대로 폐역되었다. 파리가 나치 독일에 점령된 기간 중에는 11호선이 영업을 정지당했다.

## 운임

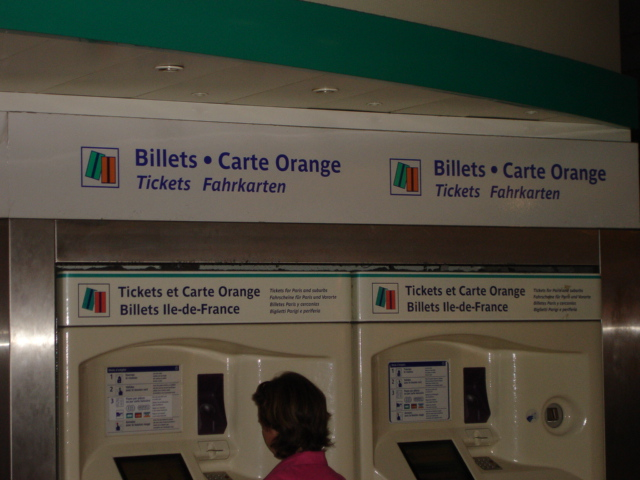
파리 메트로의 티켓 자동 발매기

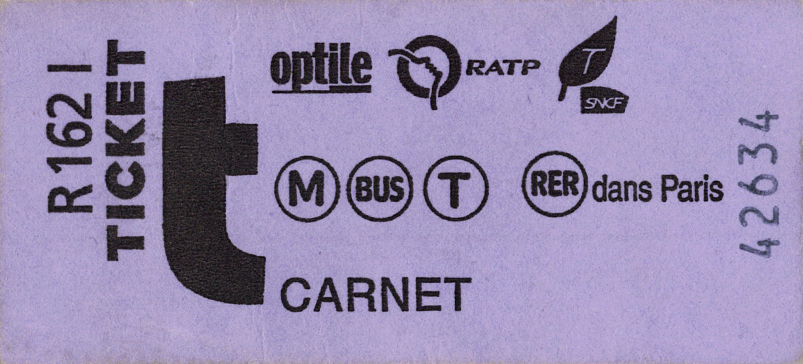
파리 메트로 보통권(2003년~2007년)

- 운임제는 구역제를 사용하며 파리 시내를 1구역으로 하여 동심원 형태로 2구역, 3구역, …, 7구역까지 있다. 메트로는 일부 구간을 제외하고는 1구역으로 취급되기에 1.9유로의 균일 운임으로 대부분의 구간이 이용 가능하다. 승차권 10장 묶음(카르네 - Carnet→수첩)은 16.9 유로에 판매된다. 다만 Navigo Easy 사용시 10회 이용 기준 14.9 유로이다.
- 한국과 같은 정산 제도는 없으며 월승시에는 부가금이 부과된다.
- 26세 이하의 청소년, 학생을 대상으로 한 Imagine R이라는 이름의 정기권도 판매되고 있다. 350유로에 1년 동안 유효하며 5개 운임지역 내를 이동할 수 있다.
- Carte Orange라는 정기권도 판매되고 있다. 오랜 기간 MS승차권의 형태로 판매되어 왔으나, 2009년 1월부로 Passe Navigo라는 이름의 RF카드로 전면 이행되었다.
- 버스/트램 환승은 90분 이내로 가능하며 메트로/RER 내에서의 환승은 2시간 이내이다. 메트로와 버스는 서로 환승할 수 없다.
- 종이 승차권 메트로 이용자는 첫 개표 이후 2시간 이내로 메트로 환승 가능한 RER 개찰구를 통하여 재입장할 수 있다.

## 운행

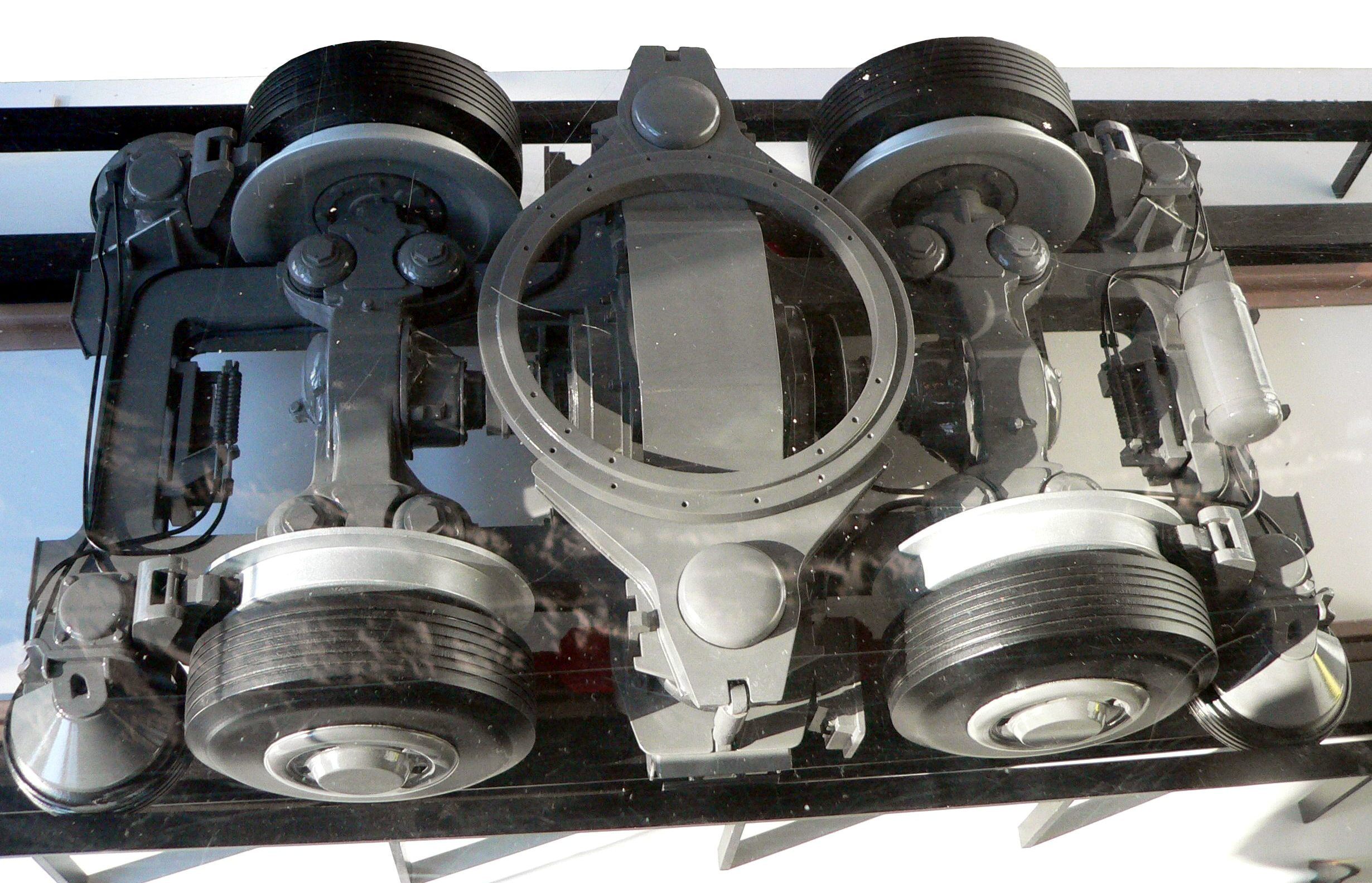
파리 메트로의 고무타이어 대차(모형). 안쪽에는 보통의 쇠 바퀴가, 그 바깥쪽으로 고무 타이어가 추가로 있는 형태이다.

- 첫차/막차 시간대를 제외하면 기본적으로 도중 회차 열차는 없다. 또한 급행 열차도 없으며 모든 열차는 전 역에 정차한다.
- 첫차는 오전 5시경, 막차는 오전 1시경이며 주말, 공휴일에는 오전 2시경까지 1시간 연장운행이 실시된다.
- 역사가 긴 만큼 내부 수리 등을 위한 공사가 잦은 편이며, 공사 중에는 일반적으로 역의 영업을 일시 중지하므로 공식 웹사이트 등을 통한 확인이 필수적이다.

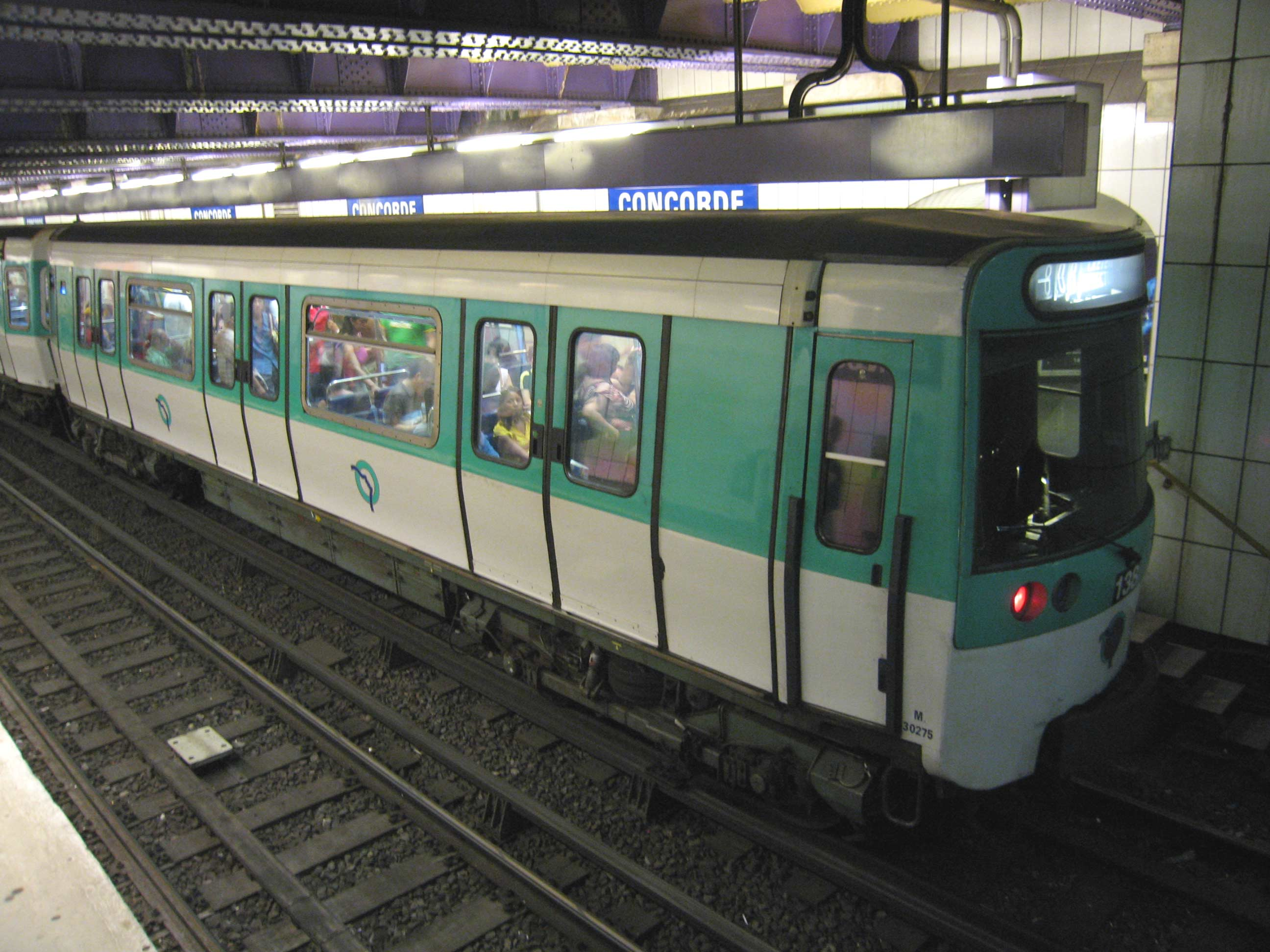
철바퀴 대차

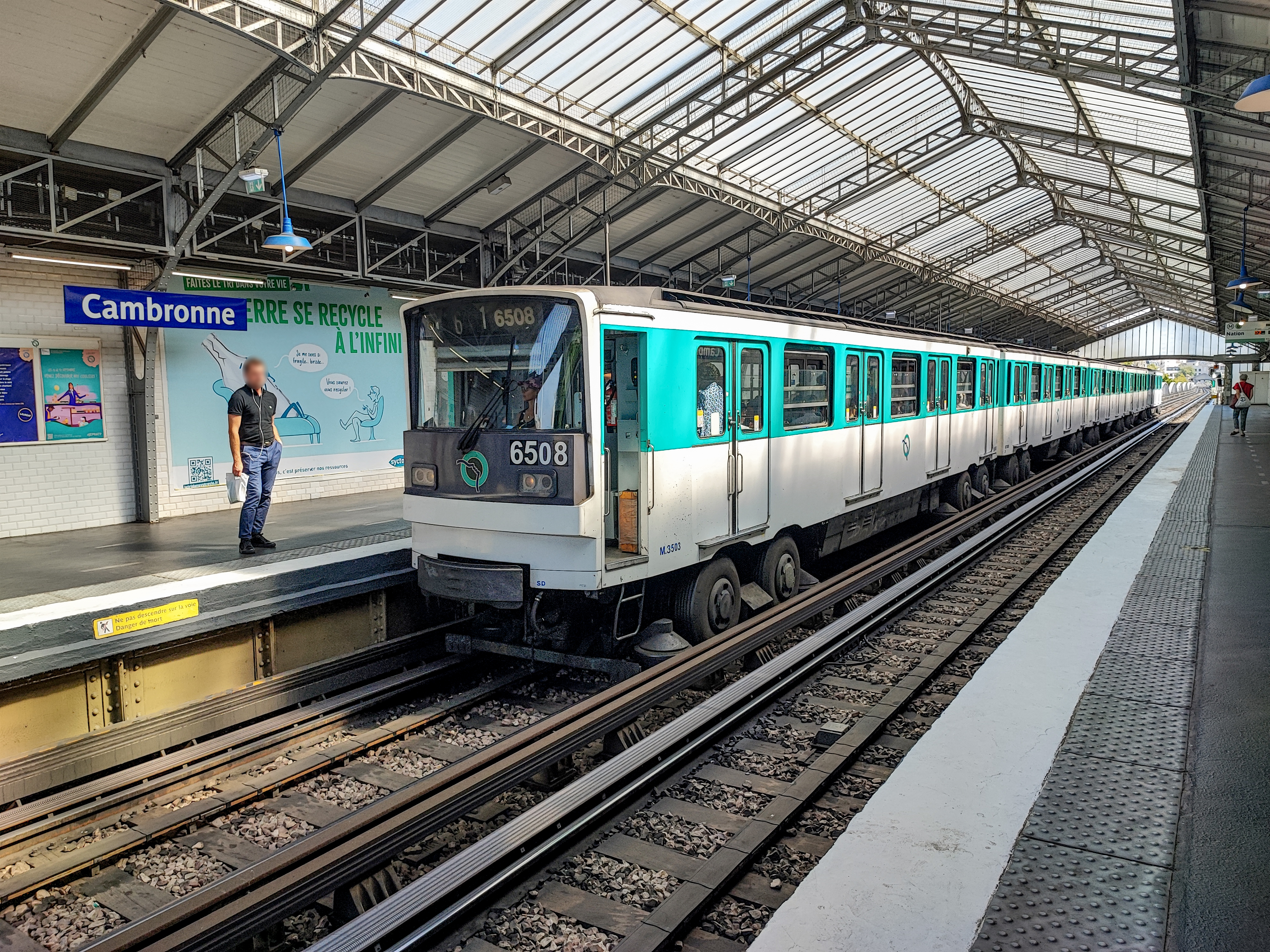
파리메트로 고무 타이어 대차

## 설비, 차량
- 2005년 기준으로 노선망은 16개 노선, 213km에 달하며 역간 평균거리는 548m이다.
- 프랑스의 철도는 기본적으로 좌측통행을 하나, 파리 메트로는 도로교통에 맞춰 우측통행을 하고 있다.
- 급전방식은 제3궤조 방식을 사용하며 전압은 직류 750볼트이다.
- 1, 4, 6, 11, 14호선은 철 바퀴의 바깥쪽에 고무타이어가 있는 'MP xx'형(대차 사진 참조)이, 그 외의 노선은 보통의 철 바퀴를 사용하는 'MF xx'형이 사용되고 있다.
- 2006년에 2호선 투입을 시작으로 2010년에 5호선, 2013년에 9호선에 투입되기 시작한 신형 차량 MF 01형

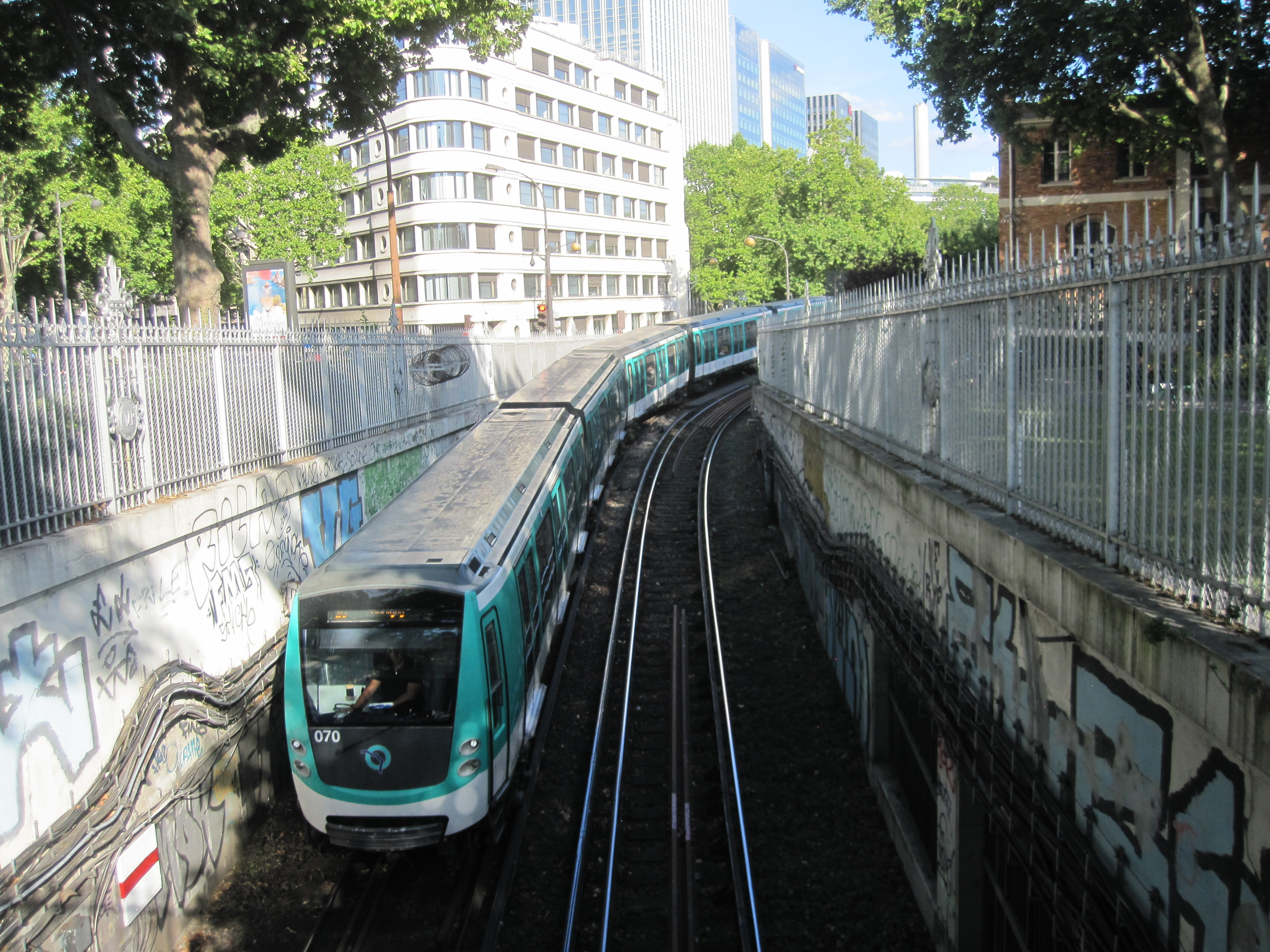

은 파리 메트로 최초로 자동문과 에어컨을 구비하고 있다.

## 노선

파리 메트로의 노선도

| 노선명 | 노선명   | 구간                                                                      | 첫 개통연도 | 총연장(단위:km) (그 중 지상구간) | 역 수 | 운행 차량(2007년 기준) |
| ------ | -------- | ------------------------------------------------------------------------- | ----------- | -------------------------------- | ----- | ---------------------- |
|        | 01호선   | 라 데팡스-그랑드 아르슈 ↔ 샤토 드 뱅센                                    | 1900년      | 16.6(0.6)                        | 25    | MP 05                  |
|        | 02호선   | 포르트 도핀 ↔ 나시옹                                                      | 1900년      | 12.3(2.2)                        | 25    | MF 01                  |
|        | 03호선   | 퐁 드 르발루아-베콩 ↔ 갈리에니                                            | 1904년      | 11.7                             | 25    | MF 67                  |
|        | 3bis호선 | 감베타 ↔ 포르트 데 릴라                                                   | 1921년      | 1.3                              | 4     | MF 67                  |
|        | 04호선   | 포르트 드 클리냥쿠르 ↔ 메리 드 몽트루주                                   | 1908년      | 10.6                             | 26    | MP 89                  |
|        | 05호선   | 보비니-파블로 피카소 ↔ 플라스 디탈리                                      | 1906년      | 14.6(2.5)                        | 22    | MF 01                  |
|        | 06호선   | 샤를 드 골-에투알 ↔ 나시옹                                                | 1907년      | 13.7(6.1)                        | 28    | MP 73                  |
|        | 07호선   | 라 쿠르뇌브-위트 메 밀뇌프상카랑트생크 ↔ 빌쥐프-루이 아라공 / 메리 디브리 | 1910년      | 18.6                             | 38    | MF 77                  |
|        | 7bis호선 | 루이 블랑 ↔ 프레 생제르베                                                 | 1911년      | 3.1                              | 8     | MF 88                  |
|        | 08호선   | 발라드 ↔ 크레테유-푸앵트 뒤 라크                                          | 1913년      | 22.1(2.8)                        | 37    | MF 77                  |
|        | 09호선   | 퐁 드 세브르 ↔ 메리 드 몽트뢰유                                           | 1922년      | 19.6                             | 37    | MF 01                  |
|        | 10호선   | 불로뉴-퐁 드 생클루드 ↔ 가르 도스테를리츠                                 | 1913년      | 11.7                             | 23    | MF 67                  |
|        | 11호선   | 샤틀레 ↔ 메리 데 릴라                                                     | 1935년      | 6.3                              | 13    | MP 59                  |
|        | 12호선   | 오베르빌리에르-프롱 포퓔레르 ↔ 메리 디시                                  | 1910년      | 13.9                             | 28    | MF 67                  |
|        | 13호선   | 아니에르-젠빌리에-레 쿠르티유 / 생드니-위니베르시테 ↔ 샤티용-몽트루주     | 1911년      | 22.5(2.4)                        | 30    | MF 77                  |
|        | 14호선   | 생투앵 ↔ 올랭피아드                                                       | 1998년      | 13.9                             | 13    | MP 89 CA, MP 05, MP14  |

### 건설 중
| 호선                    | 호선   | 시공년도 | 완공년도 | 역수 | 총 연장          | 역간 거리              | 종점                                | 운행 차량         | 운전체계 |
| ----------------------- | ------ | -------- | -------- | ---- | ---------------- | ---------------------- | ----------------------------------- | ----------------- | -------- |
| 파리 메트로 Line 15호선 | 15호선 | 2025     | 2030     | 36   | 75 km / 47 miles | 2,083 미터 (6,834 ft)  | Noisy–Champs Champigny Centre       | MR6V              | 자동     |
| 파리 메트로 Line 16호선 | 16호선 | 2026     | 2028     | 10   | 25 km / 16 miles | 2,778 미터 (9,114 ft)  | Noisy–Champs Saint-Denis–Pleyel     | MR3V              | 자동     |
| 파리 메트로 Line 17호선 | 17호선 | 2026     | 2030     | 9    | 25 km / 16 miles | 3,125 미터 (10,253 ft) | Le Mesnil–Amelot Saint-Denis–Pleyel | MR3V              | 자동     |
| 파리 메트로 Line 18호선 | 18호선 | 2026     | 2030     | 13   | 50 km / 31 miles | 4,167 미터 (13,671 ft) | 오를리 공항역 Versailles-Chantiers  | MRV (파리 메트로) | 자동     |

### 계획 중
| 호선                    | 호선   | 시공년도 | 완공년도 | 역수  | 총 연장                | 평균 역간거리         | 종점                                               | 운행 차량 | 운전체계 |
| ----------------------- | ------ | -------- | -------- | ----- | ---------------------- | --------------------- | -------------------------------------------------- | --------- | -------- |
| 파리 메트로 Line 19호선 | 19호선 | 2040     | 빈칸     | 9 ~11 | 25–30 km / 16–19 miles | 2,083 미터 (6,834 ft) | Nanterre–La Folie Aéroport Charles de Gaulle 2 TGV | 빈칸      | 자동     |

## 같이 보기
- 세계 각국의 도시 철도